# Адміністративний устрій Гощанського району
Адміністративний устрій Гощанського району — адміністративно-територіальний поділ Гощанського району Рівненської області на 2 територіальні громади, 1 селищну та 20 сільських рад, які об'єднують 63 населені пункти та підпорядковані Гощанській районній раді. Адміністративний центр — смт Гоща.

## Сучасний устрій району

### Список громад
| № | Назва                       | Центр     | Населені пункти | Площа км² | Місце за площею | Населення (2001), чол. | Місце за населенням | Розташування |
| - | --------------------------- | --------- | --- | --------- | --------------- | ---------------------- | ------------------- | ------------ |
| 2 | Бабинська сільська громада  | с. Бабин  | с. Бабин с. Дмитрівка с. Підліски с. Рясники                                                                                            |           |                 | 2674                   |                     |              |
| 4 | Бугринська сільська громада | c. Бугрин | с. Башине c. Бугрин с. Вільгір с. Зарічне с. Колесники с. М'ятин с. Новоставці с. Олексіївка c. Посягва с. Сергіївка с. Угільці с. Ясне |           |                 | 3698                   |                     |              |

### Список рад
| №  | Назва                        | Центр          | Населені пункти                                                              | Площа км² | Місце за площею | Населення (2001), чол. | Місце за населенням | Розташування |
| -- | ---------------------------- | -------------- | ---------------------------------------------------------------------------- | --------- | --------------- | ---------------------- | ------------------- | ------------ |
| 1  | Гощанська селищна рада       | смт Гоща       | смт Гоща                                                                     |           |                 |                        |                     |              |
| 2  | Бочаницька сільська рада     | с. Бочаниця    | с. Бочаниця                                                                  |           |                 | 1133                   |                     |              |
| 3  | Воскодавська сільська рада   | c. Воскодави   | c. Воскодави                                                                 |           |                 | 656                    |                     |              |
| 4  | Горбаківська сільська рада   | c. Горбаків    | c. Горбаків с. Дорогобуж с. Іллін с. Мнишин с. Подоляни с. Томахів с. Шкарів |           |                 | 4429                   |                     |              |
| 5  | Дроздівська сільська рада    | c. Дроздів     | с. Горбів c. Дроздів с. Микулин                                              |           |                 | 1134                   |                     |              |
| 6  | Дулібська сільська рада      | c. Дуліби      | c. Дуліби                                                                    |           |                 | 276                    |                     |              |
| 7  | Жаврівська сільська рада     | c. Жаврів      | с. Глибочок c. Жаврів                                                        |           |                 | 735                    |                     |              |
| 8  | Красносільська сільська рада | c. Красносілля | с. Витків c. Красносілля с. Чудниця                                          |           |                 |                        |                     |              |
| 9  | Криничківська сільська рада  | c. Кринички    | c. Кринички с. Річиця с. Ючин                                                |           |                 |                        |                     |              |
| 10 | Курозванівська сільська рада | c. Курозвани   | c. Курозвани                                                                 |           |                 | 1228                   |                     |              |
| 11 | Липківська сільська рада     | c. Липки       | с. Андрусіїв с. Вовкошів с. Дружне c. Липки                                  |           |                 |                        |                     |              |
| 12 | Майківська сільська рада     | c. Майків      | c. Майків                                                                    |           |                 | 679                    |                     |              |
| 13 | Малинівська сільська рада    | c. Малинівка   | с. Воронів c. Малинівка                                                      |           |                 |                        |                     |              |
| 14 | Малятинська сільська рада    | c. Малятин     | c. Малятин с. Матіївка с. Мичів с. Мощони с. Пустомити                       |           |                 |                        |                     |              |
| 15 | Русивельська сільська рада   | c. Русивель    | с. Пашуки c. Русивель                                                        |           |                 |                        |                     |              |
| 16 | Садівська сільська рада      | c. Садове      | с. Жалянка с. Люцинів с. Садове                                              |           |                 |                        |                     |              |
| 17 | Симонівська сільська рада    | c. Симонів     | с. Симонів с. Франівка                                                       |           |                 | 2362                   |                     |              |
| 18 | Синівська сільська рада      | c. Синів       | с. Синів с. Терентіїв                                                        |           |                 | 1407                   |                     |              |
| 19 | Тучинська сільська рада      | c. Тучин       | с. Полівці с. Тучин                                                          |           |                 | 2812                   |                     |              |
| 20 | Федорівська сільська рада    | c. Федорівка   | с. Федорівка                                                                 |           |                 | 641                    |                     |              |

## Список колишніх рад району
| № | Назва                      | Центр      | Населені пункти                                                                 | Площа км² | Місце за площею | Населення (2001), чол. | Місце за населенням | Розташування |
| - | -------------------------- | ---------- | ------------------------------------------------------------------------------- | --------- | --------------- | ---------------------- | ------------------- | ------------ |
| 1 | Бабинська сільська рада    | с. Бабин   | с. Бабин с. Підліски                                                            |           |                 | 2674                   |                     |              |
| 2 | Бугринська сільська рада   | c. Бугрин  | с. Башине c. Бугрин с. Вільгір с. Зарічне с. Колесники с. Новоставці с. Угільці |           |                 | 3698                   |                     |              |
| 3 | Посягвівська сільська рада | c. Посягва | с. М'ятин c. Посягва с. Олексіївка с. Сергіївка с. Ясне                         |           |                 |                        |                     |              |
| 4 | Рясниківська сільська рада | c. Рясники | с. Дмитрівка с. Рясники                                                         |           |                 |                        |                     |              |

* Примітки: м. — місто, с-ще — селище, смт — селище міського типу, с. — село